# Gradeš, Motnica
Gradeš (nemško Grades) je vas na 864 m nadmorske višine v trški občini Motnica (nemško Metnitz) v okrožju Šentvid ob Glini na Koroškem. V katastrski občini Gradeš leži kraj, ki je bil nekoč glavni kraj davčnega okraja Gradeš in kasneje do leta 1973 obstoječega trške občine Gradeš. Kraj ima 297 prebivalcev (1. januar 2023).

## Lega
Kraj leži na desni strani zgornje Motniške doline: grad Gradeš stoji na skalah nad ozkim odsekom Motniške doline, za njim na terasi je jedro kraja, načrtovanega trškega naselja. Pod krajevnim središčem je na dnu doline naselje Niedermarkt (Spodnji trg).

## Deli kraja
Poleg dejanskega glavnega kraja naselje vključuje tudi Rotte Niedermarkt, grad Gradeš (ki je bil okoli leta 1870 začasno imenovan kot ločen kraj) in nad krajevnim središčem cerkev sv. Wolfganga. Včasih so bili podatki o prebivalstvu prikazani ločeno za okrožji Grad in Niedermarkt.

## Zgodovina
Ime »Gradeš« izhaja iz slovenskega »gradišče« (= grajske ruševine). Njegovo ime najverjetneje izhaja iz gradu Gradeš, ki ga je okoli leta 1173 verjetno zgradil škof Henrik I. Krški. Vzhodno pod gradom na dnu doline je bilo staro naselje Niedermarkt. Južno od gradu je bil zgrajen v 13. stoletju je bila načrtno zgrajena trška naselbina, ki tvori jedro današnjega kraja Gradeš, ki je leta 1346 dobila trške pravice. Kraj je bil že v 13. stoletju utrjen, vendar je obzidje razpadlo. Samo v jedru hiše na Glavnem trgu št. 6 so ohranjeni ostanki nekdanjega obrambnega stolpa. Od začetka 14. stoletja  je bilo v Gradešu deželno sodišče. Konec 15. stoletja je bila zgrajena romarska cerkev sv. Wolfganga nad Gradešem in opremljena z mogočno utrdbo. Leta 1570 je trg dobil grb. Ob koncu 18. stoletja so se na Koroškem oblikovale davčne občine (kasneje: katastrske občine), ki so bile dodeljene davčnim okrajem, Gradeš je postal glavno mesto davčnega okraja Gradeš. V okviru reform po revoluciji 1848/49 so bili davčni okraji razpuščeni in ustvarjena možnost, da se več katastrskih občin združi v krajevne občine. Gradeš je postal glavno mesto občine Gradeš, ki je nastala z združitvijo katastrskih občin Gradeš in Bistrice. Zaradi strukturnih reform v zgodnjih sedemdesetih letih prejšnjega stoletja se je občina Gradeš združila z občino Motnica, ki ji kraj Gradeš od takrat pripada.

## Umetnost in kultura
Ena od gradeških znamenitosti je poznogotska romarska cerkev sv. Wolfganga nad Gradešem. Zgrajena je bila med letoma 1453 in 1474 in je obdana z do 9 m visokim obrambnim zidom. Z velikim krilnim oltarjem (okoli 1520) je cerkev ena najimpozantnejših poznogotskih stavb na Koroškem.
Grad Gradeš lahko obiščete v okviru vodenih ogledov in kulturnih dogodkov. Današnji objekt ima komponente iz številnih obdobij. Medtem ko se je zunanja podoba od poznega srednjega veka spremenila le v omejenem obsegu, ima grad v notranjosti kakovostne, restavrirane baročne dvorane, strope s štukaturo, stropne poslikave in kapelo.
Na vzhodnem delu trga je Gradeška župnijska cerkev, posvečena sv. Andreju.

Na pročelju hiše na Gradeškem Markt 55, Brunnwirt, je cikel fresk Switberta Lobisserja.
- Gradeš Markt 55, Brunnwirt, s freskami Switberta Lobisserja
- Freska Lobisserja na hiši na Markt 55

## Spletne povezave
- Eintrag zu Grades (Gemeinde Metnitz) im Austria-Forum (im AEIOU-Österreich-Lexikon)